# Цзоцюань
Цзоцюа́нь (кит. упр. 左权, пиньинь Zuǒquán) — уезд городского округа Цзиньчжун провинции Шаньси (КНР).

## История
При империи Западная Хань был создан уезд Неши (涅氏县). При империи Восточная Хань в 220 году из него был выделен уезд Ляохэ (轑河县). При империи Западная Цзинь он был переименован в Ляоян (轑阳县).
При империи Северная Вэй в 448 году уезд Ляоян был присоединён к уезду Сянсянь (乡县). В 526 году уезд был воссоздан, но иероглиф 轑 в его названии был заменён на 辽. При империи Северная Ци в 554 году он опять был присоединён к уезду Сянсянь, но при империи Суй в 590 году создан опять, будучи при этом переименованным в Ляошань (辽山县). В 596 году из уезда Ляошань был выделен уезд Цзяочжан (交漳县), а сами уезды были подчинены области Ляочжоу (辽州). В 606 году область Ляочжоу была расформирована, а уезд Цзяочжан был вновь присоединён к уезду Ляошань.
При империи Северная Сун в 1074 году к уезду Ляошань были присоединены уезды Пинчэн и Хэшунь. В 1085 году была опять создана область Ляочжоу, в подчинение которой перешёл уезд Ляошань.
При империи Мин в 1368 году уезд Ляошань был расформирован, и эти земли перешли под непосредственное управление областных структур.
После Синьхайской революции в Китае была проведена реформа структуры административного деления, и в 1913 году область Ляочжоу была расформирована, а на этих землях был образован уезд Ляосянь (辽县).
В годы войны с Японией эти места стали зоной партизанских действий 8-й армии китайских коммунистов. В 1942 году здесь погиб заместитель начальника штаба 8-й армии генерал Цзо Цюань. В память о нём уезд Ляосянь был переименован в уезд Цзоцюань.
В 1949 году был образован Специальный район Юйцы (榆次专区), и уезд вошёл в его состав. В 1958 году Специальный район Юйцы был переименован в Специальный район Цзиньчжун (晋中专区); при этом уезд Цзоцюань был присоединён к уезду Хэшунь. В 1960 году уезд Цзоцюань был воссоздан.
В 1970 году Специальный район Цзиньчжун был переименован в Округ Цзиньчжун (晋中地区).
В 1999 году постановлением Госсовета КНР были расформированы округ Цзиньчжун и город Юйцы, и образован городской округ Цзиньчжун.

## Административное деление
Уезд делится на 5 посёлков и 5 волостей.